# インキュバス 死霊の祝福
『インキュバス 死霊の祝福』（ - しりょうのしゅくふく、原題：Deadly Blessing）は、1981年のアメリカ映画。日本では株式会社映音よりビデオで発売。

## ストーリー
あるところに、ヒッタイトの一族が暮らす農村があり、彼等は厳格な戒律を持ち機械を否定していた。そこの出身であるジムは、都会の学校に進学したことで離縁されたものの、マーサと結婚して故郷に帰ってきた。その農村に妻と暮らすことになったジムだが、村の者たちはよそ者たちをインキュバス（夢魔）と呼んで毛嫌いしていた。そんな中、ジムがトラクターに挟まれて死亡する。

## キャスト
- マレン・ジェンセン
- スーザン・バックナー
- シャロン・ストーン
- アーネスト・ボーグナイン
- リサ・ハートマン
- ロイス・ネトルトン
- ジェフ・イースト
- マイケル・ベリーマン

## 受賞・ノミネート
第2回ゴールデンラズベリー賞
- ノミネート：最低助演男優賞